# Maryse Alberti
Maryse Alberti, född 10 mars 1954 i Langon, Frankrike, är en fransk-amerikansk filmfotograf bland annat känd för foto i Todd Haynes film Velvet Goldmine och för sina insatser inom independentfilm.
Maryse Alberti kom som nittonårig au-pair till New York 1973. För att lära sig engelska såg hon mycket på TV och blev alltmer intresserad av film. På fritiden fotograferade hon och utbildade sig senare vid American Film Institute.
Maryse Alberti  var den första kvinna som prydde omslaget på den anrika facktidskriften American Cinematographer (nov.1998). Det skedde efter att hon fotograferat Happiness och Velvet Goldmine.
Alberti är flerfaldigt prisbelönad vid Sundance Film Festival och av The Independent Spirit Awards.

## Filmfoto i urval
- 1991 – Poison, regi Todd Haynes
- 1996 – When We Were Kings, regi Leon Gast (dokumentär)
- 1998 – Velvet Goldmine, regi Todd Haynes
- 1998 – Happiness, regi Todd Solondz
- 2001 – Get Over It, regi  Tommy O'Haver
- 2005 – Enron: The Smartest Guys in the Room, regi Alex Gibney (dokumentär)
- 2005 – No Direction Home, regi Martin Scorsese (dokumentär)
- 2008 – The Wrestler, regi Darren Aronofsky